# Pavlice (Znojmói járás)
Pavlice település Csehországban, a Znojmói járásban. Pavlice Štítary, Grešlové Mýto, Boskovštejn, Ctidružice, Bojanovice, Kravsko, Olbramkostel és Vranovská Ves településekkel határos. Lakosainak száma 499 fő (2024. január 1.).

## Népesség
A település lakosságának változását az alábbi diagram mutatja:
| Lakosok száma | 578  | 667  | 713  | 620  | 495  | 478  | 470  | 482  | 476  | 499  |
|               | 1869 | 1890 | 1921 | 1950 | 1980 | 2001 | 2017 | 2019 | 2022 | 2024 |